# Lijst van commissarissen van de Koning in Flevoland
Dit is een lijst van commissarissen van de Koning in Flevoland.
| Ambtsperiode | Naam            | Leven     | Politieke kleur | Opmerking |
| ------------ | --------------- | --------- | --------------- | --------- |
| 1986-1996    | Han Lammers     | 1931-2000 | PvdA            |           |
| 1996-2008    | Michel Jager    | 1944-2023 | D66             |           |
| 2008-2023    | Leen Verbeek    | 1954-     | PvdA            |           |
| 2023-heden   | Arjen Gerritsen | 1970-     | VVD             |           |

Drenthe · Flevoland · Friesland · Gelderland · Groningen · Limburg · Noord-Brabant · Noord-Holland · Overijssel · Utrecht · Zeeland · Zuid-Holland